# Roms fontäner

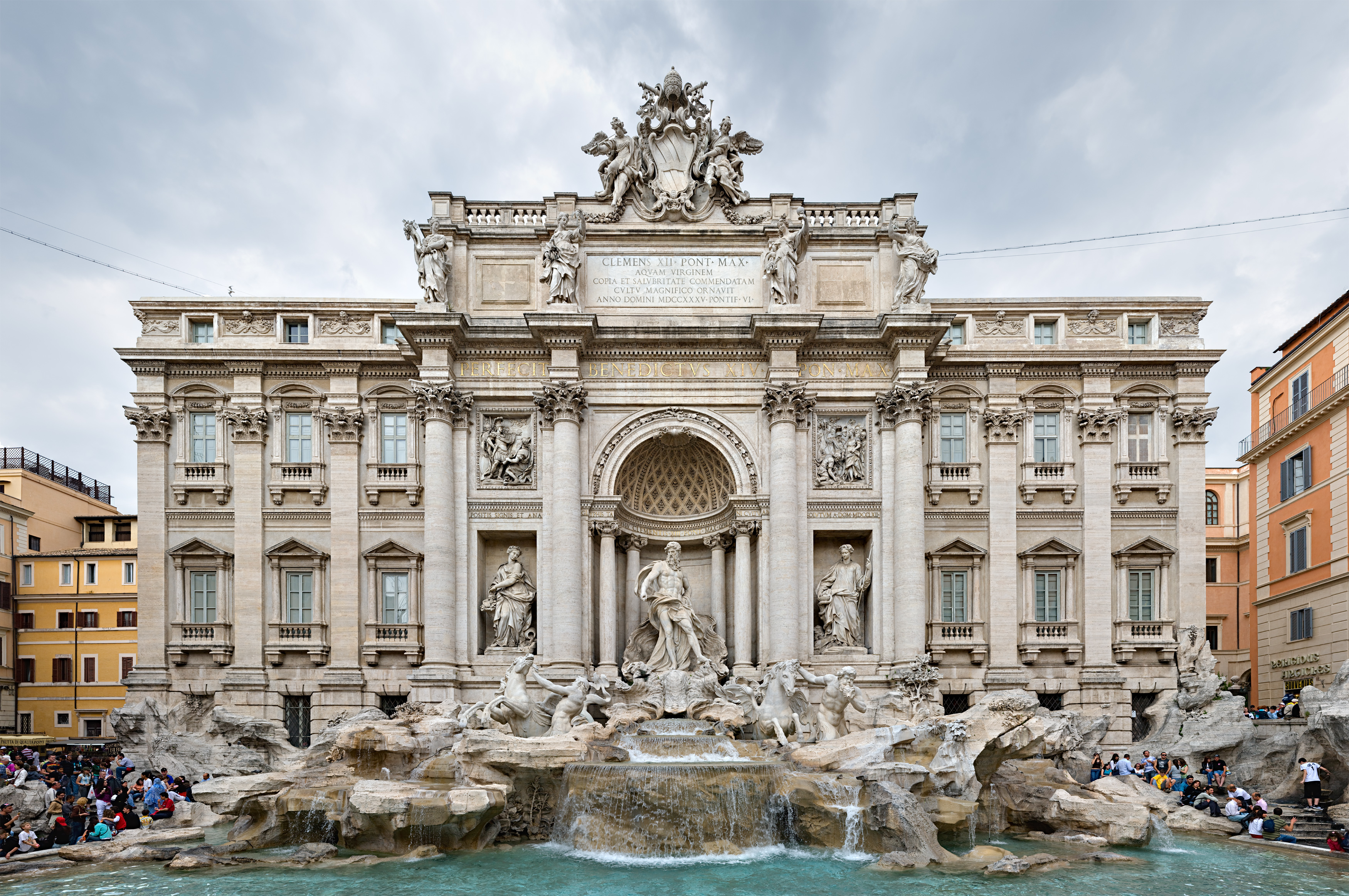
Roms mest exponerade fontän: Fontana di Trevi, ritad av Nicola Salvi.

I Rom finns tusentals fontäner, både stora och små. De så kallade nasoni, små dricksvattenfontäner i järn med näsliknande pipar, uppgår till cirka 2 500 i antal och är placerade över hela staden. Många av Roms fontäner uppfördes under renässansen och barocken. Vissa är monumentala praktverk, medan andra är små fridfulla källor där vattnet stilla porlar.
Roms mest kända fontän, Fontana di Trevi, markerar slutpunkten för den antika akvedukten Acqua Vergine, uppförd år 20 f.Kr. Fontänen byggdes 1732–1762 efter ritningar av Nicola Salvi.
Fontana dell'Acqua Felice, Mosesfontänen, belägen vid Piazza di San Bernardo på Quirinalen, utgör slutet på vattenledningen Acqua Felice, uppkallad efter påven Sixtus V, som hette Felice i förnamn. Här ser man Mose slå vatten ur klippan.

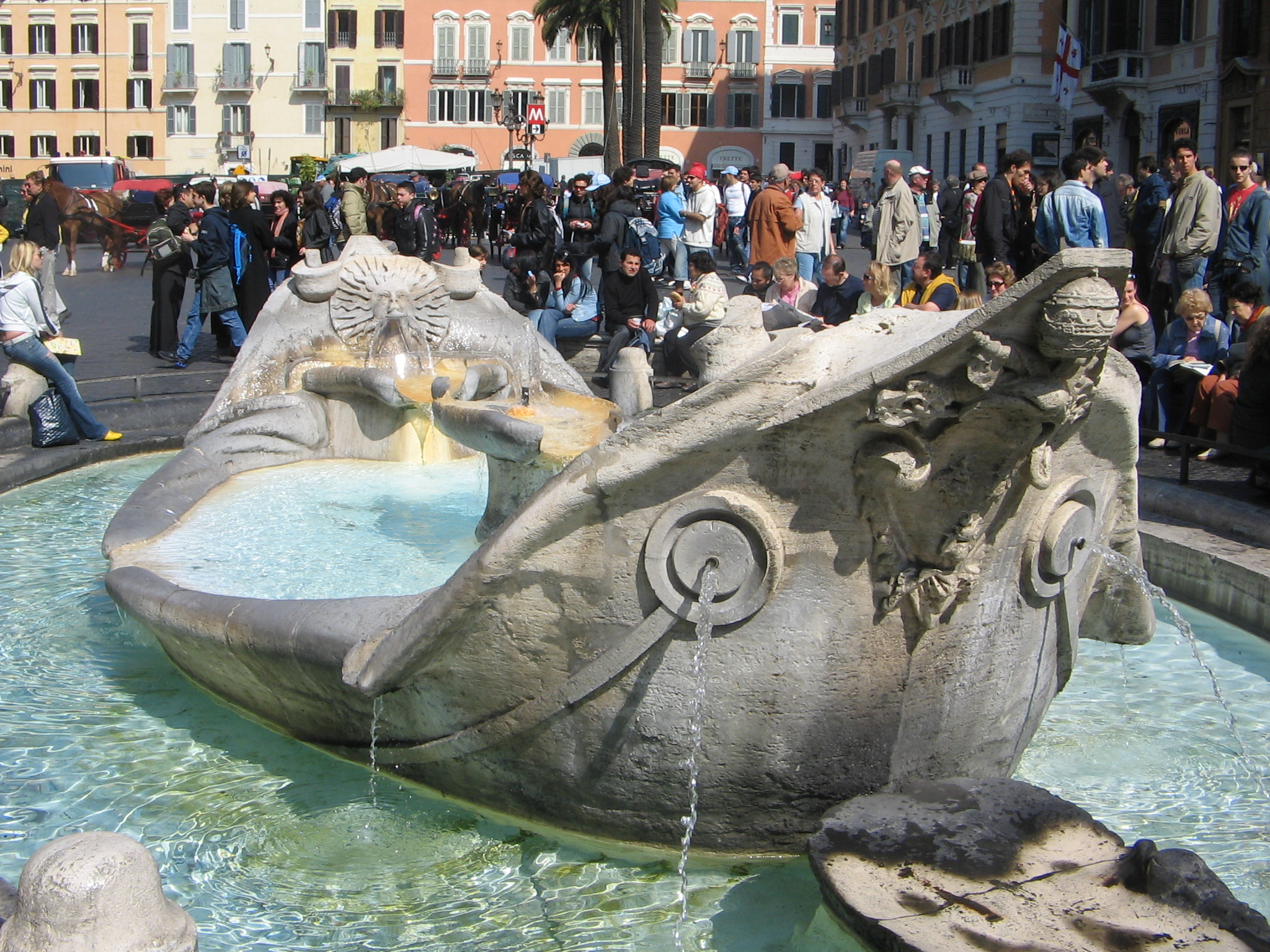
Fontana della Barcaccia vid foten av Spanska trappan.

Vid foten av Spanska trappan är Fontana della Barcaccia ("båtfontänen") belägen. Den utfördes 1627–1629, sannolikt av skulptören Pietro Bernini, far till Giovanni Lorenzo Bernini.
Giovanni Lorenzo Bernini skulpterade 1642–1643 Tritonfontänen på Piazza Barberini för påven Urban VIII. Fyra delfiner bär upp en stor mussla, på vilken en triton (ett havsväsen med fiskstjärt), sitter och sprutar vatten ur en snäcka. Bernini har även utfört Bifontänen (Fontana delle Api) vid Piazza Barberini. År 1644 placerades fontänen vid Via Sistinas mynning, men 1917 flyttades den till Via Veneto. Den har formen av en mussla med släkten Barberinis tre heraldiska bin.
Fontana dei Quattro Fiumi ("fyrflodsfontänen") uppfördes 1651 av Bernini på Piazza Navona. De fyra floderna representerar de fyra världsdelar som man dittills kände till: Donau – Europa, Nilen – Afrika, Ganges – Asien och Río de la Plata – Amerika. På Piazza Mattei, strax norr om Roms forna getto, porlar vattnet i den harmoniska Sköldpaddsfontänen, Fontana delle Tartarughe, som ritades av Giacomo della Porta.

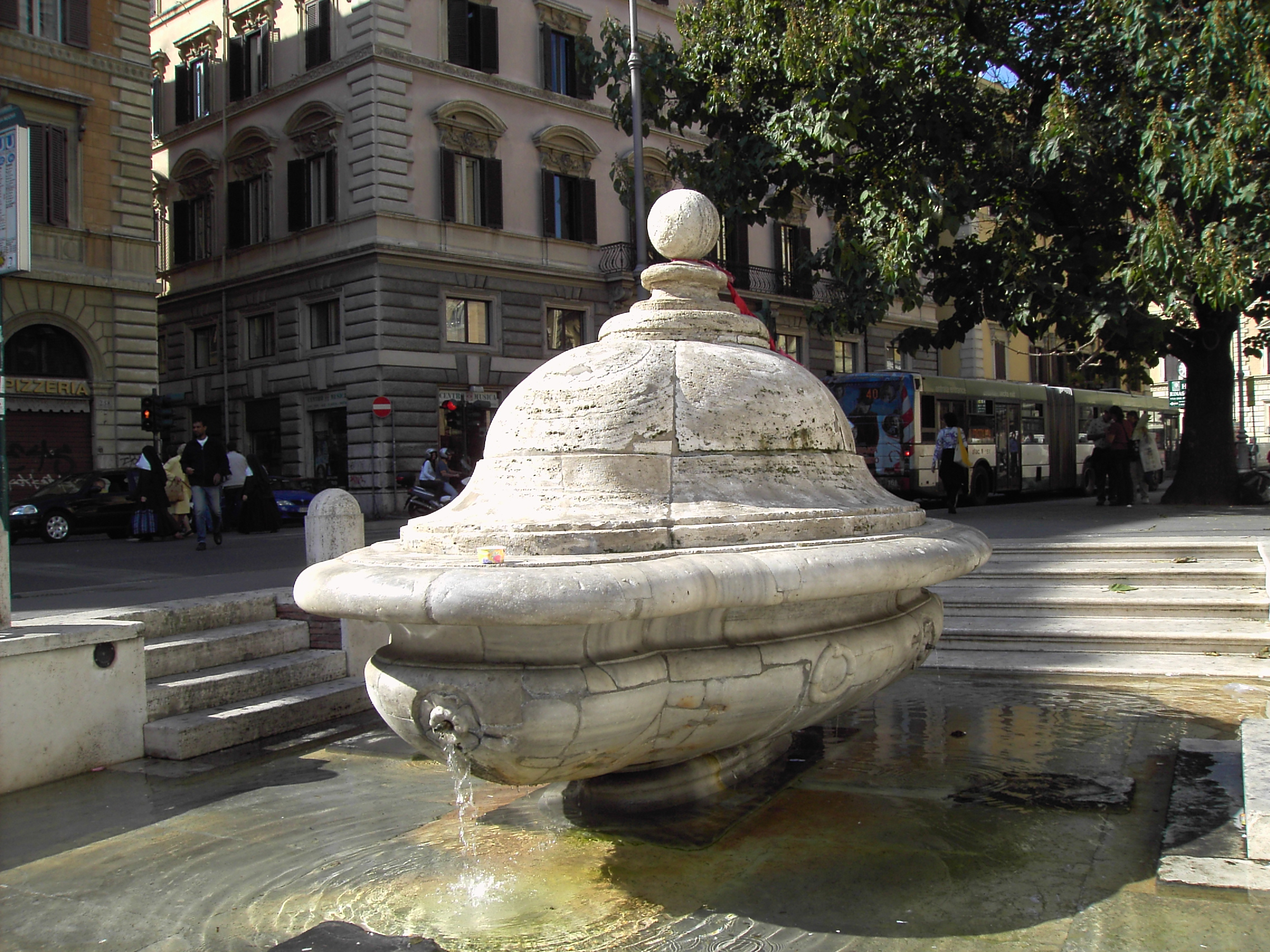
Fontana della Terrina.

En något märklig fontän är Fontana della Terrina på Piazza della Chiesa Nuova, ett par kvarter väster om Piazza Navona. Som det italienska namnet indikerar liknar fontänen en terrin eller en soppskål med lock. "La Terrina", som tillkom 1590–1595, stod ursprungligen på Campo dei Fiori, men fick år 1889 ge plats åt Giordano Bruno-monumentet. Under drygt 35 år stod "La Terrina" i något romerskt magasin, tills den påträffades på 1920-talet och placerades på sin nuvarande plats.
I Trastevere finns ett flertal fontäner, bland annat den lilla Fontana della Botte, en fontän i form av en tunna. Fontana della Botte är en så kallad fontana rionale, "rionefontän". Varje rione, "stadsdel", i Rom har en liten fontän som är ämnad att symbolisera stadsdelens egen karaktär. Trastevere har en vintunna för att påminna om stadsdelens många tavernor och vinkällare. Fontänen utfördes år 1927 av Pietro Lombardi.